# Circondario di Steinfurt
Il circondario di Steinfurt (targa ST) è uno dei circondari (Kreis) della Renania Settentrionale-Vestfalia, in Germania.
Appartiene al distretto governativo (Regierungsbezirk) di Münster. Comprende 10 città e 14 comuni. Il capoluogo è Steinfurt, il centro maggiore Rheine.

## Città e comuni
Fanno parte del circondario 24 comuni di cui dieci sono classificati come città (Stadt). Una delle città è classificata come grande città di circondario (Große kreisangehörige Stadt) e quattro come media città di circondario (Mittlere kreisangehörige Stadt).
(Abitanti al 31 dicembre 2021)
Città
1. Emsdetten (media città di circondario) (35 927)
2. Greven (media città di circondario) (37 700)
3. Hörstel (20 506)
4. Horstmar (6 849)
5. Ibbenbüren (media città di circondario) (51 888)
6. Lengerich (22 527)
7. Ochtrup (19 893)
8. Rheine (grande città di circondario) (76 948)
9. Steinfurt (media città di circondario) (34 645)
10. Teclemburgo (9 229)

Comuni
1. Altenberge (10 371)
2. Hopsten (7 704)
3. Ladbergen (6 821)
4. Laer (6 668)
5. Lienen (8 715)
6. Lotte (14 109)
7. Metelen (6 417)
8. Mettingen (11 882)
9. Neuenkirchen (13 865)
10. Nordwalde (9 711)
11. Recke (11 227)
12. Saerbeck (7 064)
13. Westerkappeln (11 249)
14. Wettringen (8 261)